# Heinz Pürer

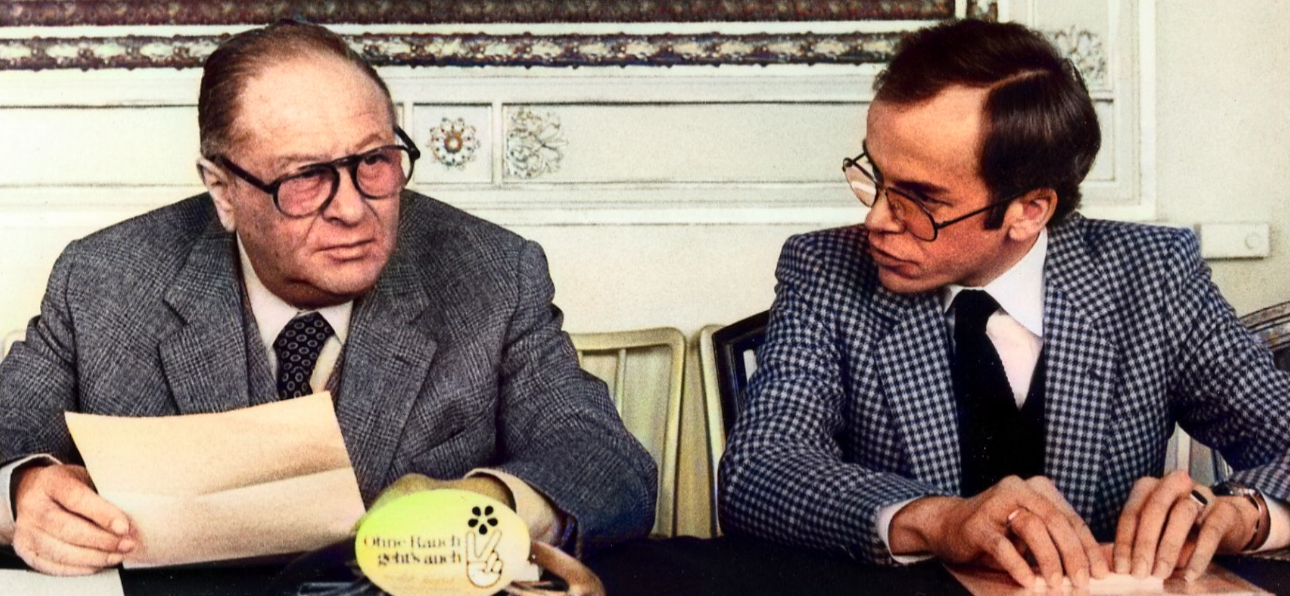
Heinz Pürer mit Bruno Kreisky

Heinz Pürer (* 13. August 1947 in Krumbach, Niederösterreich; † 25. Mai 2024 in Hallein, Salzburg) war ein österreichischer Kommunikationswissenschaftler und Verfasser grundlegender Fachbücher. Von 1986 bis 2012 hatte er einen Lehrstuhl für Kommunikationswissenschaft an der Ludwig-Maximilians-Universität München inne.

## Leben
Heinz Pürer, Sohn eines Ziegelfabrikanten und einer Kindergärtnerin, besuchte ab 1958 das Realgymnasium in Wien, das er 1967 mit Matura abschloss. Von 1967 an absolvierte er nach einem Jurasemester ein Studium der Publizistikwissenschaft, Politikwissenschaft und Philosophie an der Universität Salzburg. 1973 wurde er über die kirchliche Jugendpublizistik Österreichs promoviert.
Von 1969 an war Heinz Pürer wissenschaftliche Hilfskraft (bis 1971 bei Günter Kieslich) und von 1973 bis 1979 wissenschaftlicher Assistent am Institut für Publizistik- und Kommunikationstheorie der Universität Salzburg. Von 1979 bis 1986 war er als Mitbegründer der erste Leiter des österreichischen Kuratoriums für Journalistenausbildung, daneben Lehrbeauftragter am Salzburger Publizistikinstitut. 1984 habilitierte Pürer in Publizistikwissenschaft bei Michael Schmolke in Salzburg. 1984/1985 hatte er einen Lehrauftrag an der Katholischen Universität Eichstätt-Ingolstadt inne. Von 1986 an war er ordentlicher Professor für Kommunikationswissenschaft an der Ludwig-Maximilians-Universität München. Er wurde 2012 emeritiert.
Heinz Pürer war verheiratet und lebte seit seiner Studienzeit in Salzburg. Er spielte Orgel und Klavier und galt als Kenner klassischer, vor allem italienischer Musik.

## Arbeitsgebiete
Pürer befasst sich vor allem mit der deutschen und österreichischen Kommunikator- und Journalismusforschung, mit der Medienpolitik, der Ethik in Journalismus und Massenmedien sowie mit der Medienstruktur- und -systemforschung. Er folgt einem sozialwissenschaftlich-empirischen Verständnis der Kommunikationswissenschaft und sieht sich als Mittler zwischen Wissenschaft und Berufspraxis. Nach Pürer ist der Journalismus kein Begabungsberuf.

## Auszeichnungen
- Silbernes Ehrenzeichen für Verdienste um die Republik Österreich (1987)
- Österreichisches Ehrenkreuz für Wissenschaft und Kunst (2005)

## Publikationen (Auswahl)
Monografien
- mit Wolfgang Vyslozil und Eckart Roloff: Die Struktur der österreichischen Tagespresse (1971). Sonderheft der Zeitschrift Information und Meinung. Niederösterreichisches Pressehaus, St. Pölten 1973

- mit Walter Hömberg: Medien-Transformation. 10 Jahre dualer Rundfunk in Deutschland. Konstanz 1996
- Einführung in die Publizistikwissenschaft. Systematik, Fragestellungen, Theorieansätze, Forschungstechniken. 6. Auflage. UVK, Konstanz 1998
- Publizistik- und Kommunikationswissenschaft. Ein Handbuch. UVK, Konstanz 2003
- mit Johannes Raabe: Presse in Deutschland. 3. Auflage. UVK, Konstanz 2007
- Publizistik- und Kommunikationswissenschaft. 2., völlig überarbeitete und erweiterte Auflage. UVK, Konstanz 2014
- Journalismusforschung. UVK, Konstanz 2015
- Medien in Deutschland. Presse – Rundfunk – Online. UVK, Konstanz 2015, ISBN 978-3-8252-4262-6.
- mit Nina Springer und Wolfgang Eichhorn: Grundbegriffe der Kommunikationswissenschaft. UVK, Konstanz 2015
- mit Nina Springer, Friederike Koschel und Andreas Fahr: Empirische Methoden der Kommunikationswissenschaft. UVK, Konstanz 2015, ISBN 978-3-8252-4300-5
- mit Helena Bilandzic, Friederike Koschel und Nina Springer: Rezipientenforschung. UVK, Konstanz 2016, ISBN 978-3-8252-4299-2 (Print), ISBN 978-3-8463-4299-2 (EPUB)

Aufsätze
- Ich sehe mich eher als Lehrer. In: Michael Meyen und Maria Löblich (Hrsg.): 80 Jahre Zeitungs- und Kommunikationswissenschaft in München. Bausteine zu einer Institutsgeschichte. Köln: Herbert von Halem 2004, S. 271–280
- Warum ich ein Lehrbuch für Journalisten erarbeitete. Journalismus ist kein Begabungsberuf. In: Der österreichische Journalist, 17. Jg. 2004, Nr. 2 (= Sonderbeilage 25 Jahre KfJ. Eine Bilanz der Journalistenausbildung in Österreich)
- Das Image von Journalisten. Prämissen und empirische Erkenntnisse. In: Communicatio Socialis, 45. Jg. 2012, Nr. 3, S. 258–275

Herausgeberschaften
- mit Wolfgang Eichhorn und Karl Pauler: Medien, Politik, Kommunikation. Festschrift für Heinz-Werner Stuiber. Reinhard Fischer, München 2006
- mit Meinrad Rahofer und Claus Reitan: Praktischer Journalismus. Presse, Radio, Fernsehen, Online. 5. Auflage. UVK, Konstanz 2004
- mit Walter Hömberg und bis 2002 Ulrich Saxer und seit 2003 mit Roger Blum Herausgeber der Schriftenreihe Forschungsfeld Kommunikation
- Kommunikationswissenschaft als Sozialwissenschaft. UVK, Konstanz 2015

## Einzelnachweis
1. ↑  Univ.-Prof. Dr. Heinz Pürer. In: jung.gemeinsam-trauern.net. 31. Mai 2024, abgerufen am 31. Mai 2024.